# Miroslav Brumerčik
Miroslav Brumerčik (Zvolen, Slovačka, 10. rujna 1976.) je bivši član hrvatske hokejske reprezentacije i KHL Medveščak iz Zagreba. Naturalizirani je igrač, rođenjem Slovak.
Došao je u Medveščak u sezoni 2003./04. iz slovačkog Zvolena. Osim za Zvolen igrao je još za švedski HC Vita Hästen iz Norrköpinga i slovačke HK Športový Klub Polície iz Poprada te za Bansku Bystricu na poziciji beka. Tijekom sezone 2009./10. odigrao je 63 utakmice za Medveščak, postigao 1 gol I 5 asistencija, te je proveo svega 73 minute izvan leda u isključenjima. Krajem sezone Brumerčik je nagrađen posebnim priznanjem kao najsrčaniji igrač. 26. srpnja 2010. produžio je svoju vjernost momčadi zagrebačkog Medveščaka za iduću sezonu.
Nastupio je za Hrvatsku na svjetskom prvenstvu divizije II 2007.

## Statistika karijere
Bilješka: OU = odigrane utakmice, G = gol, A = asistencija, Bod = bodovi, +/- = plus/minus, KM = kaznene minute, GV = gol s igračem više, GM = gol s igračem manje, GO = gol odluke
| 2009./10. | KHL Medveščak | EBEL | 25 | 1 | 2 | 3 | -6 | 24 | 0 | 0 | 0 |  |  |  |  |  |  |  |  |  |

## Vanjske poveznice
- Profil na Medveščakovoj stranici  Arhivirana inačica izvorne stranice od 27. srpnja 2007. (Wayback Machine)
- Profil na European Hockey.Net